# Amstelveen
Amstelveen je město v nizozemské provincii Severní Holandsko. Žije zde přibližně 94 tisíc obyvatel. Je předměstím nizozemského hlavního města Amsterdamu. Ve městě sídlí letecká společnost KLM a poradenská společnost KPMG (jedna z Velké čtyřky auditorských firem). Kromě toho se ve městě nachází galerie umění s názvem Muzeum Cobra a ve městě mají své pobočky například společnosti Nestlé, Canon nebo Hewlett-Packard. V letech 1810 až 1814 bylo město hlavním městem kantonu Zuyderzée. Město leží v nadmořské výšce přibližně jeden metr pod hladinou moře. 